# Red House Cemetery
Il Red House Cemetery è un antico cimitero situato a Blaine, Contea di Grainger, nel Tennessee.  

## Storia
Fu costruito intorno al 1792 dal pioniere Thomas Jarnagin (nato il 25 luglio 1746), una chiesa giaceva edificata in quegli stessi anni (1789-1792) ma venne distrutta nel 1856. In quell'anno il cimitero si espanse.
Un'associazione (chiamata "The Red River Meeting House and Cemetery Association") fu fondata per la ricostruzione della chiesa.

## Sepolture famose

### B
- Jane Booker
- Ronald Booker

### C
- James Cowan

### F
- Gala M. Fennell

### G
- Donald R. Goans
- Eva Renfro Goans

### H
- Emma Acuff Howell
- Sam N. Howell
- Sedric Howell
- Susan A. Howell

### J
- Jeremiah Jarnagan
- Johnnie R. Jarnagan
- A.A. Jones
- Bose C. Jones
- G.V. Jones
- George W. Jones
- Mary Alice Jones
- Mary C. Howell Jones
- Susan Ann Jones

### L
- Nettie P. Lynch
- Wilbur T. Lynch

### M
- Charleston McMahan
- Sr Franklin McMahan
- V.M. McMahan
- Albert Mullens
- Benlie C. Mullens
- Elnora Mullens
- Gladys Mullens

### P
- Claude G. Pittman
- Jeffery G. Pittman
- Patricia A. Pittman

### R
- A.C. Renfro
- Brad Renfro, attore
- Jack Delano Renfro
- John Wallace Renfro
- Louella Renfro
- Sarah Catherine Roach

### W
- E. Vasco Wade
- Lula Wade
- Charles D. Wallace
- Jane M. Webber
- Joseph A. Webber
- Claude Hinton White
- George V. White
- Lillie A. White
- Luther E. White
- Paris Eugene White